# Cuyana maurii
Cuyana maurii är en insektsart som beskrevs av Ronderos och Capri 1969. Cuyana maurii ingår i släktet Cuyana och familjen ledlöss. Inga underarter finns listade i Catalogue of Life.